# A Cabana
A Cabana (The Shack) é um livro do escritor canadense William P. Young, lançado em 2007 nos Estados Unidos. Chegou ao Brasil pela Editora Sextante em 2008. No ano de 2009 ganhou o Diamond Awards por ter vendido 10 milhões de cópias nos EUA. Até então já vendeu mais de 20 milhões de livros.
Mesmo sendo um livro voltado ao público religioso, conquistou leitores de todos os gêneros devido a sua mensagem de amor, ódio, perdão e dor.

## Enredo
O livro aborda a questão recorrente  da existência do mal através da história de Mackenzie Allen Phillips, um homem que vive sob o peso da experiência de ter sua filha Missy, de seis anos, raptada durante um acampamento de fim de semana. A menina nunca foi encontrada, mas sinais de que ela teria sido violentada e assassinada são achados em uma cabana perdida nas montanhas.
Vivendo desde então sob a "A Grande Tristeza", Mack, três anos e meio depois do episódio, recebe um misterioso bilhete supostamente escrito por Deus, convidando-o para uma visita a essa mesma cabana. Ali, Mack terá um encontro inusitado com Deus, Jesus, Sarayu (O Espírito Santo) e Sophia (A Sabedoria), de quem tentará obter resposta para a inevitável pergunta: "Se Deus é tão poderoso, por que não faz nada para amenizar nosso sofrimento?".

## Histórico

### Livro
O livro, que tornou-se um best-seller desde seu primeiro lançamento, não foi escrito para ser publicado, conta o autor. A história havia sido criada como um presente que Young imprimiu para 15 amigos no Natal de 2005.
Young afirma que muito da história tem a ver com sua própria experiência de vida e que escreveu o livro em uma ocasião que "ele próprio precisava de consolo"'.
A receptividade da história levou Young a mostrar o livro para dois produtores de cinema, Wayne Jacobsen e Brad Cummings. Após reescrever a história 4 vezes em pouco menos de um ano e meio, Young enviou a versão final para 26 editoras, tendo sido recusada por todas. Por causa disso, Jacobsen e Cummings criaram uma editora e finalmente publicaram o livro, com um orçamento de divulgação inicial de 300 dólares.

### Filme
O filme baseado nesta obra foi lançado pela Summit Entertainment nos Estados Unidos em 3 de março de 2017, com Stuart Hazeldine na direção e os atores Sam Worthington, Octavia Spencer, Graham Greene, Radha Mitchell, Aviv Alush, Sumire Matsubara, Tim McGraw, Alice Braga, Megan Charpentier, Gage Munroe e Amelie Eve[carece de fontes?], chegando ao Brasil em 6 de abril de 2017..